# Гунтіс Галвіньш
Гунтіс Галвіньш (латис. Guntis Galviņš; 25 січня 1986, м. Талсі, СРСР) — латвійський хокеїст, захисник. Виступає за «Динамо» (Рига) у Континентальній хокейній лізі.
Виступав за «Призма» (Рига), ХК «Рига 2000», ВХК «Всетін», «Альба Волан» (Секешфехервар), «Динамо» (Рига).
У складі національної збірної Латвії учасник зимових Олімпійських ігор 2010 (2 матчі, 0+0), учасник чемпіонатів світу 2005, 2006, 2007, 2008, 2009, 2010 і 2012 (44 матчі, 3+9). У складі молодіжної збірної Латвії учасник чемпіонатів світу 2005 (дивізіон I) і 2006. У складі юніорської збірної Латвії учасник чемпіонатів світу 2003 (дивізіон I) і 2004 (дивізіон I).
Досягнення
- Чемпіон Латвії (2005, 2006, 2007)
- Чемпіон Угорщини (2008).